# Даневейг (Міссурі)
Даневейг (англ. Duenweg) — місто (англ. city) в США, в окрузі Джеспер штату Міссурі. Населення — 1495 осіб (2020).

## Географія
Даневейг розташований за координатами 37°5′2″ пн. ш. 94°24′46″ зх. д. / 37.08389° пн. ш. 94.41278° зх. д. (37.084023, -94.412733).  За даними Бюро перепису населення США в 2010 році місто мало площу 5,28 км², уся площа — суходіл. В 2017 році площа становила 7,96 км², з яких 7,89 км² — суходіл та 0,07 км² — водойми.

## Демографія
Згідно з переписом 2010 року, у місті мешкала 1121 особа в 463 домогосподарствах у складі 297 родин. Густота населення становила 212 особи/км².  Було 505 помешкань (96/км²).
Расовий склад населення:
| - 89,7 % — білих - 1,5 % — корінних американців - 0,8 % — чорних або афроамериканців - 0,1 % — азіатів - 1,8 % — осіб інших рас |

До двох чи більше рас належало 6,2 %. Частка іспаномовних становила 3,2 % від усіх жителів.
За віковим діапазоном населення розподілялося таким чином: 25,9 % — особи молодші 18 років, 61,8 % — особи у віці 18—64 років, 12,3 % — особи у віці 65 років та старші. Медіана віку мешканця становила 36,5 року. На 100 осіб жіночої статі у місті припадало 90,3 чоловіків;  на 100 жінок у віці від 18 років та старших — 88,0 чоловіків також старших 18 років.
Середній дохід на одне домашнє господарство  становив 40 643 долари США (медіана — 33 750), а середній дохід на одну сім'ю — 45 324 долари (медіана — 42 321). Медіана доходів становила 40 972 долари для чоловіків та 28 625 доларів для жінок. За межею бідності перебувало 17,8 % осіб, у тому числі 29,2 % дітей у віці до 18 років та 13,8 % осіб у віці 65 років та старших.
Цивільне працевлаштоване населення становило 508 осіб. Основні галузі зайнятості: виробництво — 21,3 %, освіта, охорона здоров'я та соціальна допомога — 17,5 %, мистецтво, розваги та відпочинок — 15,9 %.